# Georg Groddeck
Georg Groddeck (Bad Kösen, 13 ottobre 1866 – Knonau, 10 giugno 1934) è stato un medico e psicoanalista tedesco, è considerato il fondatore della medicina psicosomatica.

## Studi e carriera
Molto noti i suoi studi sull'Es, sul simbolismo degli organi del corpo e sull'applicazione della psicoanalisi alla cura delle affezioni somatiche. Sigmund Freud riconobbe di aver preso il termine «Es» dal lavoro di Groddeck.
Seguace e allievo del celebre medico Ernest Schweninger, si trasferì a Baden-Baden dove prima gestì e poi acquistò "Marienhohe", una piccola casa di cura fondata dal suo maestro, ed in cui portò avanti il suo approccio medico caratterizzato da istanze psicologiche e, a modo suo, di medicina naturale (opponendosi ripetutamente alla già allora vincente Medicina micro-biologica).
Ebbe frequenti contatti, anche epistolari (raccolti in due Carteggi), con Sigmund Freud e con Sándor Ferenczi (di cui fu anche medico personale); incontrò molti psicoanalisti, tra cui lo stesso Sándor Ferenczi, Otto Rank e Karen Horney.
Erich Fromm lo considerava uno dei maggiori psicoanalisti dell'epoca, per l'originalità della sua elaborazione teorica. Nonostante la sua partecipazione a convegni psicoanalitici, la sua posizione rispetto alla comunità psicoanalitica dell'epoca risultò ambivalente e per certi aspetti un po' "marginale".
Lui per primo riconosceva di essere (ed amava definirsi) uno "psicoanalista selvaggio", ma godette lo stesso per lungo tempo della stima personale e scientifica di Freud (che invece era abitualmente molto critico con coloro che si ponevano al di fuori dell'ortodossia). Solo verso il 1928 il loro rapporto divenne meno positivo, pur rimanendo sempre nell'alveo della cordialità, e negli ultimi anni di vita Groddeck si distaccò ulteriormente dai circuiti psicoanalitici.
Per tre anni pubblicò la rivista di arte e cultura Die Arche (L'arca), utilizzando anche i suoi interventi alla clinica di Baden-Baden.
Tra le sue opere, oltre al romanzo Lo scrutatore d'anime: Il libro dell'Es, Satanarium, La natura guarisce il medico cura (Nasamecu), Il linguaggio dell'Es, Carteggio Freud-Groddeck.
Il libro dell'Es, il suo testo più importante, fu uno dei testi psicoanalitici più noti dell'epoca, che contribuì a diffondere, sotto forma di un finto epistolario tra Patrik Troll (pseudonimo di Groddeck) ed una sua amica, molti concetti della psicoanalisi, riformulati in maniera originale e stimolante.

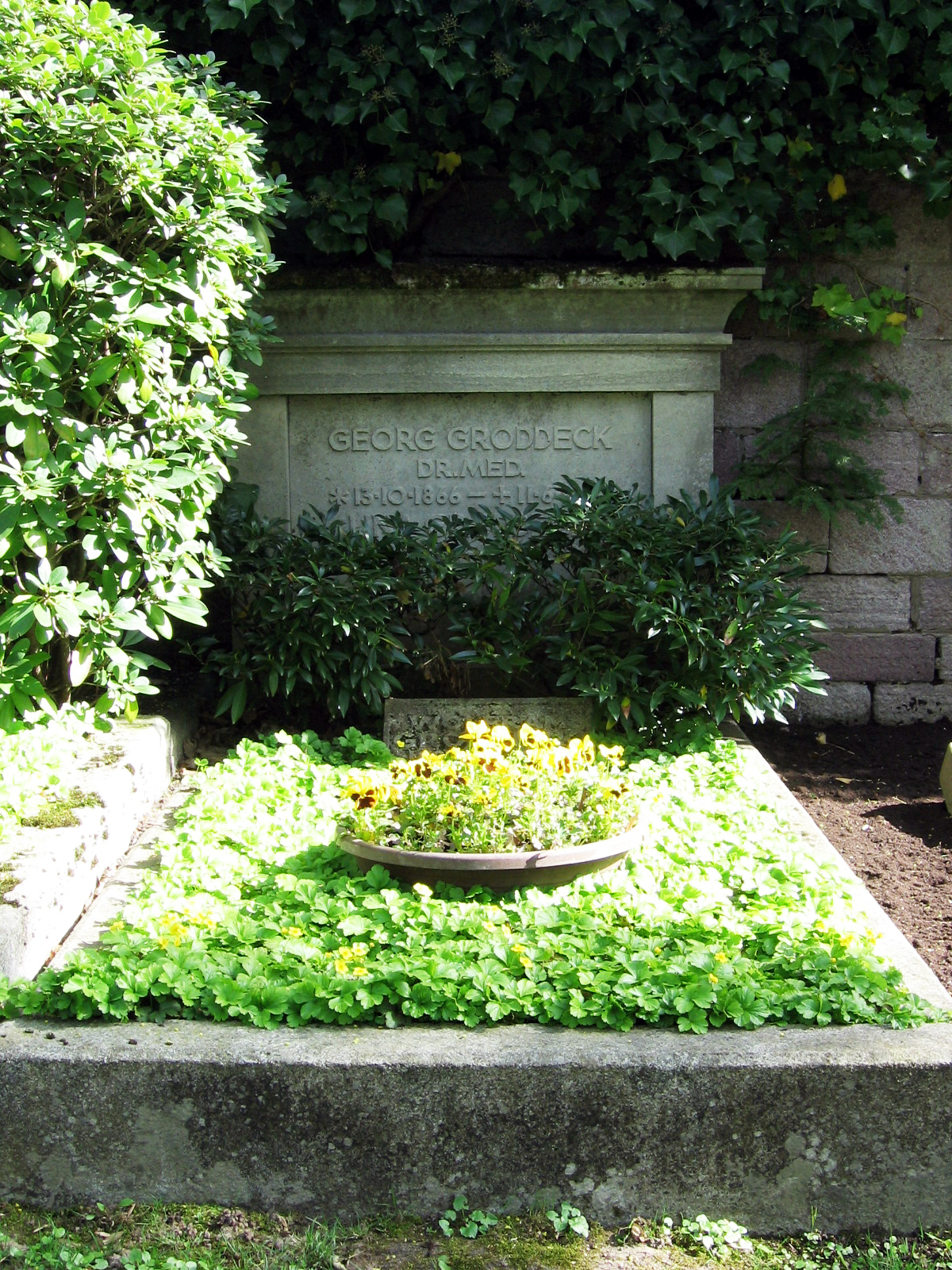
Tomba di Georg Groddeck a Baden-Baden

## Opere tradotte in italiano
- Il linguaggio dell'Es: saggi di psicosomatica e di psicoanalisi dell'arte e della letteratura, trad. di Maria Gregorio, Adelphi, Milano, 1969, 1987, 2005; A. Mondadori, Milano, 1975; Bompiani, Milano, 1985
- Das Buch vom Es - Psychoanalytische Briefe an eine Freundin, Il libro dell'Es. Lettere di psicoanalisi a un'amica, trad. di Laura Schwarz, Adelphi, Milano, 1971, 1990; Mondadori, Milano, 1973; Bompiani, Milano, 1981; Newton Compton, Roma, 1994
- (con Sigmund Freud) Carteggio Freud-Groddeck,  Adelphi, Milano, 1973
- Der Seelensucher. Ein psychoanalytischer Roman,  1921,  Lo scrutatore d'anime: un romanzo psicoanalitico, trad. di  Amina Pandolfi, Adelphi, Milano, 1976; Bompiani, Milano, 1985
- Questione di donna, trad. di Giovanna Agabio, Guanda, Parma, 1980; TEA, Milano, 1995
- La natura guarisce, il medico cura: la scoperta della psicosomatica, Celuc, Milano, 1982
- (con Sándor Ferenczi) Corrispondenza: 1921-1933, trad. di Luciana Baldaccini, Astrolabio, Roma, 1985
- Il teatro di Ibsen: tragedia o commedia?, trad. di Consolina Vigliero, Guida, Napoli,  1985; trad. di Anita Rho, introduzione a Henrik Ibsen, Rosmersholm, Einaudi, Torino, 1990
- Il pastore di Langewiesche, trad. di Patrizia Frada, Studio Tesi, Pordenone, 1990
- Satanarium, trad. di Michelantonio Lo Russo, Il Saggiatore, Milano, 1996
- Conferenze psicoanalitiche a uso dei malati tenute nel sanatorio di Baden-Baden (1916-1917), trad. di Renzo Ambrogio, UTET, Torino, 2005